# Mascha Oettli
Mascha Oettli (* 11. Juni 1908 in Glarisegg, Gemeinde Steckborn; † 27. April 1997 in Niederbuchsiten; heimatberechtigt in Oppikon, heute Gemeinde Bussnang) war eine Schweizer Agronomin, Gewerkschafterin, Sozialistin und Frauenrechtlerin.

## Leben
Mascha Oettli war eine Tochter von Max Oettli. Sie besuchte das Gymnasium in Lausanne und das von Leonard Nelson, dem Gründer des Internationalen Sozialistischen Kampfbunds, geleitete Landerziehungsheim Walkemühle bei Melsungen in Hessen. Sie absolvierte ein Studium der Agronomie in Berlin und Bonn. Nach 1933 half Oettli ihren deutschen Genossen im Widerstand gegen die Nationalsozialisten, bis sie 1934 in die Schweiz zurückkehrte.
Sie trat der Sozialdemokratischen Partei der Schweiz (SP) bei und arbeitete in den Sekretariaten des Schweizerischen Verbandes des Personals öffentlicher Dienste (VPOD) und der Gewerkschaft Verkauf Handel Transport Lebensmittel (VHTL). Sie war Redaktorin der Verbandszeitungen.
Von 1942 bis 1947 arbeitete Oettli als Sekretärin beim Schweizerischen Landfrauenverband. In Tessin gründete sie mit Al Forno, deren Präsidentin sie war, eine Feriengemeinschaft, die im Zweiten Weltkrieg als Zufluchtsort für politisch Geflüchtete aus Deutschland diente und im Anschluss zur internationalen Begegnungsstätte wurde. Von 1952 bis 1970 war sie als Zentralsekretärin der Sozialdemokratischen Partei der Schweiz sowie der Sozialdemokratischen Frauengruppen der Schweiz tätig. Neben der Pflege internationaler Kontakte und der Agrarpolitik engagierte sie sich für das Frauenstimm- und Wahlrecht in der Schweiz sowie für gleichen Lohn für gleiche Arbeit.

## Werke
- Kampf gegen die Bodenspekulation. Sozialdemokratische Partei der Schweiz, Zürich 1956.
- mit Margrit Kissel: Sozialdemokratische Frauengruppen der Schweiz: Werden und Wirken. 2. Auflage. Zürich 1960.